# Steve Bracks
Stephen Philip Bracks (plus connu sous le nom de Steve Bracks) (né le 15 octobre 1954) est un ancien homme politique australien, et le 44e Premier ministre du Victoria, poste qu'il a occupé pendant huit ans, de 1999 à 2007. Il est né à Ballarat, où sa famille possède un magasin de mode. Il a fait ses études au College St Patrick puis au Collège d'Enseignement supérieur (maintenant l'Université de Ballarat) de Ballarat où il a obtenu un diplôme en études commerciales et en éducation. Bracks est un grand adepte du football australien et un supporter du Geelong Football Club. 
Bracks est le premier Premier ministre travailliste catholique du Victoria depuis 1932. Il est d'origine libanaise. Son grand-père paternel, dont le nom de famille était Barakat, est venu en Australie alors qu'il était enfant dans les années 1890. Il était originaire de Zahlé dans la vallée de la Bekaa au Liban. 
Bracks a annoncé sa démission du poste de Premier ministre le 27 juillet 2007 et a officiellement démissionné le 30 juillet.

## Entrée en politique
De 1976 à 1981 Bracks est enseignant dans une école de commerce. Pendant les années 1980, il travaille pour la ville de Ballarat, puis devient directeur du Centre éducatif de Ballarat. À ce poste, il brigue par deux fois (1985 et 1988) le siège de député de Ballarat pour le Parti travailliste australien. 
En 1989, Bracks est nommé directeur des services de l'emploi de tout l'État du Victoria par le gouvernement travailliste de John Cain. Il devient ensuite conseiller de Caïn, puis de son successeur comme Premier ministre, Joan Kirner. Là, il est témoin par l'intérieur de l'effondrement du gouvernement à la suite de la crise économique et budgétaire qui commence en 1988. Cette expérience va donner à Bracks des idées très conservatrices et prudentes sur la gestion économique du gouvernement. 
Après la défaite du gouvernement Kirner par le parti libéral conduit par Jeff Kennett à la fin de 1992, Bracks devient directeur du Victorian Printing Industry Training Board. Il quitte ce poste en 1994, lorsque Kirner démissionne du Parlement et Bracks est élu député de Williamstown dans la banlieue ouest de Melbourne, où il vit maintenant avec sa femme Terry et leurs trois enfants. 

## Débuts gouvernementaux
Bracks est immédiatement nommé membre du gouvernement fantôme, comme ministre de l'Emploi, des relations industrielles et du tourisme. En 1996, après la nouvelle défaite du travailliste John Brumby, il devient ministre des Finances du gouvernement fantôme. En mars 1999, lorsqu'il devient évident que le parti travailliste va vers une nouvelle défaite sous la direction de Brumby, Brumby démissionne et Bracks est élu chef de l'opposition. 

## Premier mandat de Premier ministre
Les observateurs politiques sont presque unanimes à dire que Bracks n'a aucune chance de battre le Premier ministre libéral Jeff Kennett aux élections de novembre 1999 : les sondages donnent Kennett vainqueur avec 60 % des voix. Bracks et les caciques du parti (en particulier Brumby, qui vient de Bendigo) ménent campagne massivement en province, accusant Kennett d'ignorer la province. En réponse, les électeurs lâchent le gouvernement Kennett et les travaillistes passent de 29 à 42 députés, alors que les libéraux et leurs alliés du parti national en gardent 43, et trois vont à des indépendants de province. En l'absence de parti ayant une majorité claire, les indépendants décident de soutenir un gouvernement travailliste minoritaire. 
Brumby, nommé ministre des Finances, est considéré comme le principal responsable du succès du gouvernement. Lui, le vice-Premier ministre, John Thwaites, et le ministre de la Justice, Rob Hulls, sont considérés comme les principaux ministres du gouvernement Bracks.